# Олуствере (остановочный пункт)
О́луствере (эст. Olustvere raudteepeatus) — остановочный пункт в посёлке Олуствере Сууре-Яаниской волости на линии Таллин — Вильянди. Находится на расстоянии 129 км от Балтийского вокзала.
На остановке Олуствере расположен низкий перрон и один путь. На остановке останавливаются пассажирские поезда, курсирующие между Таллином и Вильянди. Из Таллина в Олуствере поезд идёт около двух часов.